# France 3 Hauts-de-France
 (février 2017).
Si vous disposez d'ouvrages ou d'articles de référence ou si vous connaissez des sites web de qualité traitant du thème abordé ici, merci de compléter l'article en donnant les références utiles à sa vérifiabilité et en les liant à la section « Notes et références ».

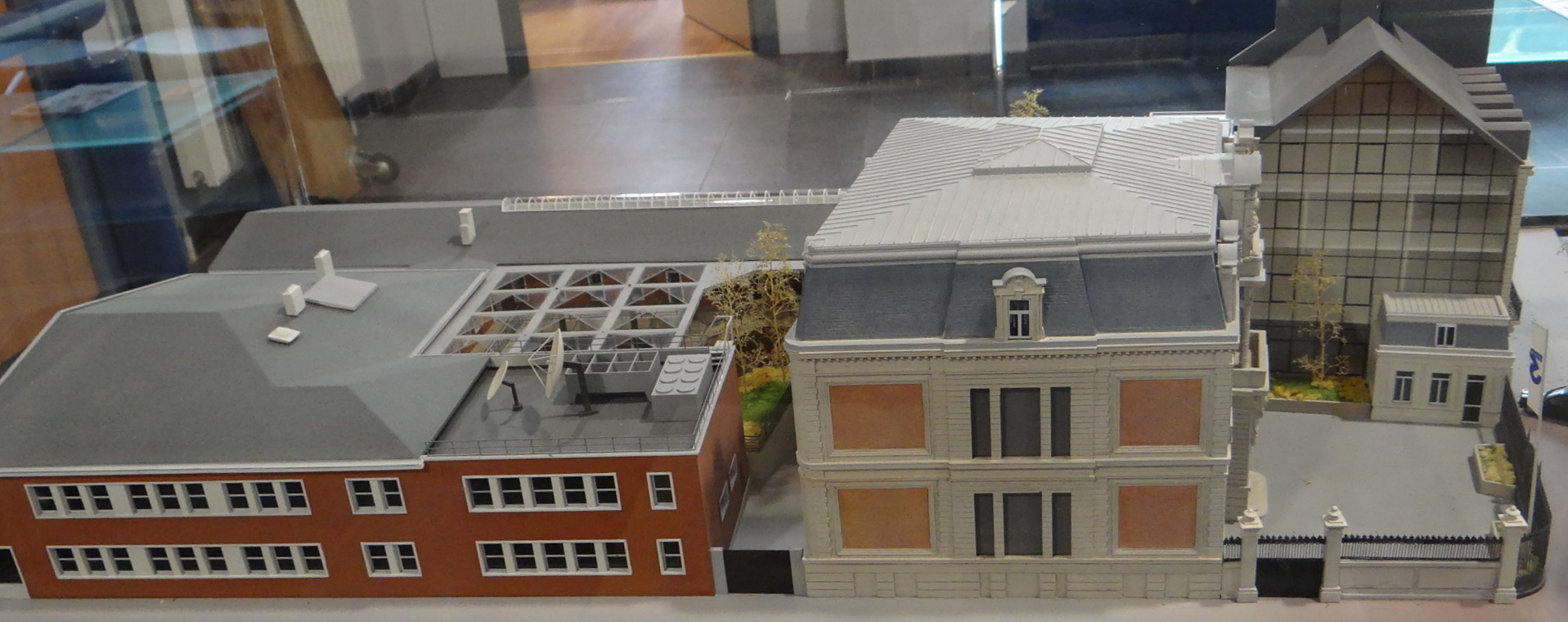
Maquette des locaux de France 3 Hauts-de-France à Lille

France 3 Hauts-de-France est l'une des 13 directions régionales de France 3 et de France Télévisions regroupant les deux antennes de proximité France 3 Picardie et France 3 Nord-Pas-de-Calais.

## Histoire
Pour se conformer au nouveau découpage administratif, issu de la réforme territoriale de 2014 et à la volonté de doubler le temps d'antenne des programmes régionaux, la direction de France Télévisions annonce, le 15 décembre 2016, une réorganisation de son réseau régional pour le 1er janvier 2017. Les 4 pôles de gouvernance, provenant du découpage de 2009, sont abandonnées au profit de 13 directions régionales, correspondant aux limites administratives des régions de la réforme territoriale de 2014. Les 24 antennes de proximité sont maintenues au sein des 13 directions régionales,. 
Depuis le 1er janvier 2017, la direction régionale de France 3 Hauts-de-France est créée et elle regroupe les antennes de proximité de France 3 Picardie et France 3 Nord-Pas-de-Calais.

## Identité visuelle (logo)

Logo de France 3 Hauts-de-France du 1er janvier 2017 au 29 janvier 2018.
Logo de France 3 Hauts-de-France depuis le 29 janvier 2018

## Missions
La direction régionale sert à la création de contenus audiovisuelles pour les deux antennes de proximité, dont une autonomie éditoriale est maintenue pour les journaux télévisés de ICI12/13 et ICI 19/20. Dans le cadre de ce changement, France 3 Hauts-de-France mutualise sur le site internet France 3 Régions, les contenus diffusés sur France 3 Picardie et France 3 Nord-Pas-de-Calais

## Organisation
- Directeur régional : Christophe Poullain[4]
- Délégué antenne & programmes : Vincent Robert[5]
- Conseillers aux programmes : Christophe Lépine et Stéphane Mazzorato
- Rédacteur en chef France 3 Nord-Pas-de-Calais : Angélique Souche [6]
- Rédacteur en chef France 3 Picardie : Thomas Adamski
- Délégué à la communication : Thierry Beck[5]
- Administrateur d'antenne : Stéphan Blanchard
- Responsable Ressources Humaines : Sylvain Cau-Bareille
- Responsable financier : Jean-Pierre Loison
- Directrice régionale de la publicité : Fanny Leenaert[7]